# Adam de Bocfeld
Adam de Bocfeld (v. 1220-1278/1294), philosophe médiéval
Il est l'un des principaux commentateurs latins, avec Thomas d'Aquin et Gilles de Rome, des textes d'Aristote. Il fut d'ailleurs pour cela une des références importantes dans le cursus universitaire des artiens de son époque.

## Biographie
Né à Buckfield dans le Northumberland (nord de l'Angleterre), il étudia à Oxford. Il devient maître ès arts en 1243 et, une vingtaine d'années plus tard, en 1264, chanoine de la cathédrale de Lincoln. Il meurt en entre 1278 et 1294.

## Son œuvre
Son œuvre la plus importante est sans doute ses commentaires de la plupart des travaux de physique et de métaphysique d'Aristote. Il commenta donc le Physique et le second livre de la Métaphysique. Influencé par Averroès, il commenta également le Traité du ciel, De l'Âme, Parva Naturalia, De la génération et de la corruption et Météorologiques. Il publia également un commentaire du livre de Costa Ben Luca, De Differentia spiritus et animae; puis le Traité du ciel d'Avicenne et le Liber de causis.